# Mallory (West Virginia)
Mallory is een plaats (census-designated place) in de Amerikaanse staat West Virginia, en valt bestuurlijk gezien onder Logan County.

## Demografie
Bij de volkstelling in 2000 werd het aantal inwoners vastgesteld op 1143.

## Geografie
Volgens het United States Census Bureau beslaat de plaats een oppervlakte van
29,9 km², geheel bestaande uit land. Mallory ligt op ongeveer 246 m boven zeeniveau.

## Plaatsen in de nabije omgeving
De onderstaande figuur toont nabijgelegen plaatsen in een straal van 20 km rond Mallory.